# Арвистл
Арвистл (валл. Arwystl, лат. Argwistilus) — епископ и ученик Дубриция, как и Инабуи, Увелвиу и Аетан.
Он был учеником Дубриция, и его имя фигурирует в качестве свидетеля в нескольких хартиях Книги из Лландафа. Но только один кажется подлинным, а именно BLD 166, где он появляется как епископ, а король Гвента, Иддон, жертвует землю, где Арвистл оставил фундамент, то есть Лангоед (южнее Биелта) в приходе Ллис-Вен, что в Брихейниоге. Этот устав Питер Бартрум датирует около 500 годом. Возможно он был епископом Гвента или Эргинга.